# Санта-Еуфемія-дель-Арройо
Санта-Еуфемія-дель-Арройо (ісп. Santa Eufemia del Arroyo) — муніципалітет в Іспанії, у складі автономної спільноти Кастилія-і-Леон, у провінції Вальядолід. Населення — 107 осіб (2010).
Муніципалітет розташований на відстані близько 210 км на північний захід від Мадрида, 50 км на північний захід від Вальядоліда.

## Демографія
Динаміка населення (INE ):